# COSMOS (宇宙)
『COSMOS（宇宙）』（コスモス うちゅう）は、山口百恵の14枚目のスタジオ・アルバム。1978年5月1日にCBSソニーよりリリースされた。

## 概要
帯コピー：星の化身のように宇宙空間を漂う、百恵。
本作は、SF小説のジャンルの一つである ″スペースオペラ″ をヒントに、宇宙を題材にした楽曲を集めてミュージカルを作るようなトータル・アルバムをイメージして制作された。
前年に発売されたシングル「秋桜 (コスモス)」は英語にすると ″COSMOS (宇宙)″ であることと、最新シングル「乙女座 宮」が星座をテーマにした楽曲であったことから連想し、タイトルが決められた。
B-1「COSMOS (宇宙)」の間奏には「秋桜」のイントロのメロディーが挿入されている。ただし、「秋桜」そのものは収録されていない。「乙女座 宮」はイントロが異なるアルバム・バージョンで収録。A-5には百恵自身が初めて ″横須賀恵″ のペンネームで作詞を手掛けた楽曲「銀色のジプシー」が収録された。
コラージュを用いたアルバムのジャケットは横尾忠則がデザインしたもの。1960～70年代の洋楽のアルバムに見られたアーティストの写真を使用しないジャケットをイメージし、本作のジャケットには百恵の写真が使用されていない。ただし、営業などの希望により、LPの帯にのみ百恵の顔写真が使用されている。
2003年6月4日に発売された、全オリジナルアルバム22枚を復刻したCD-BOX『MOMOE PREMIUM』にはリマスタリング音源で収録されている。2007年9月30日には更なるマスターサウンド仕様が施された『Complete MOMOE PREMIUM』が発売された。

## 収録曲
全編曲: 萩田光雄。
| #  | タイトル                   | 作詞         | 作曲       |
| -- | -------------------------- | ------------ | ---------- |
| 1. | 「Opening (Take Off)」     | うさみかつみ | 萩田光雄   |
| 2. | 「Space Opera」            | 阿木燿子     | 宇崎竜童   |
| 3. | 「銀河カフェテラス」       | 森雪之丞     | 森雪之丞   |
| 4. | 「宇宙旅行のパンフレット」 | 伊藤アキラ   | 浜田省吾   |
| 5. | 「銀色のジプシー」         | 横須賀恵     | 浜田省吾   |
| 6. | 「ただよいの中で」         | 古川英昭     | 来生たかお |

| #  | タイトル          | 作詞         | 作曲     |
| -- | ----------------- | ------------ | -------- |
| 1. | 「Cosmos (宇宙)」 | うさみかつみ | 萩田光雄 |
| 2. | 「軌道修正」      | 森雪之丞     | 森雪之丞 |
| 3. | 「乙女座 宮」     | 阿木燿子     | 宇崎竜童 |
| 4. | 「Rocket Jack」   | 島武実       | 穂口雄右 |
| 5. | 「時の扉」        | 伊藤アキラ   | 北野弦   |
| 6. | 「Time Travel」   | 阿木燿子     | 宇崎竜童 |

## クレジット
ミュージシャン
| - キーボード: 佐藤準、羽田健太郎、渋井博 - ギター: 矢島賢、松原正樹、芳野藤丸、吉川忠英、Usui Toshiaki、Naoi Takao - ベース: Akira Okazawa、後藤次利 - ドラム: Yuiichi Togashiki、村上ポンタ、森谷順 - シンセサイザー: 萩田光雄 - シンセサイザー・オペレーター: Kazushi Sugihara | - ホーン・セクション: Koji Hatori, Eiji Arai, Tokeru Murakami - フルート: Mitsuru Soma, Takashi Asahi, Masaaki Maruyama - ラテン・パーカッション: Motonari Hamaguchi - バックグラウンド・ヴォーカル: Super Gome - ストリングス: TOMATO |

スタッフ
| - エグゼキュティブ・プロデューサー: 酒井政利 - プロデューサー: 川瀬泰雄 - レコーディング・リミックスエンジニア: Masaki Nomura、前島裕一 | - アシスタント・ミキサー: Jun Waiao - プロダクション・コーディネーター: 金塚晴子 - ジャケット・デザイン: 横尾忠則 |

## 関連人物
- 宇崎竜童
- 阿木燿子
- 浜田省吾
- 来生たかお

## 関連作品
- MOMOE PREMIUM
- 山口百恵 22 Original Albums Collection
- Complete MOMOE PREMIUM

## 参考資料
- 川瀬泰雄『プレイバック 制作ディレクター回想記』学研マーケティング、2011年2月。ISBN 978-4054047259。